# 데이비드 F. 프리드먼
데이비드 F. 프리드먼(David F. Friedman, 1923년 12월 24일 – 2011년 2월 14일)은 미국의 영화 제작자, 영화 프로듀서이다. B급 영화, 엑스플로이테이션 영화, 누디 큐티, 섹스플로이테이션 영화로 유명하다.
미국 육군에 복무하던 중 엑스플로이테이션 영화의 선구자 크로거 밥을 만났다. 이 조우를 통해 그는 영화에 관심을 갖게 되었다. 이후 파라마운트 픽쳐스를 위해 지역 마케팅 인원으로 활동하였다.
1950년대에 자신만의 회사를 시작했다.
2011년 2월 14일 애니스턴 (앨라배마주)에서 87세의 나이로 사망했다.